# Каргарка малагасійська
Каргарка малагасійська (Alopochen sirabensis) — вимерлий вид качок. Існував на Мадагаскарі у пізньому плейстоцені та ранньому голоцені. Найближчою сучаною родичкою є каргарка нільська (Alopochen aegyptiaca), яка широко поширена в материковій Африці. Викопні рештки свідчать, що вид був досить поширений на острові принаймі до VII століття, тобто вимер після заселення острова людьми. Причина вимирання невідома.